# West of Wyoming
West of Wyoming es una película estadounidense de 1950, del género wéstern, dirigida por Wallace Fox y protagonizada por Johnny Mack Brown, Gail Davis y Myron Healey.

## Sinopsis
Simon Miller dirige un gran rancho cerca de Mesatown, mientras sus secuaces llevan a cabo su plan para robar todas las propiedades auríferas de los rancheros vecinos. Johnny Mack Brown, agente del Departamento del Interior, llega con la noticia de que todo el territorio se liberalizará para los colonos, y Miller y su pandilla deciden mantenerlos alejados. Panhandle Jones y su esposa Nora, antiguos criados del anteriormente honesto Miller, escriben en secreto al nieto de este último, Terry Draper, con la esperanza de que pueda hacer que el anciano recupere el sentido. Terry se une al vagón de tren de Dalton al Territorio de Mesatown después de casarse con la hija de Dalton, Jennifer. Dos de los forajidos se encuentran con el tren, fingiendo ser guías enviados por el gobierno, y envenenan a los caballos y el vagón se enfrenta al desastre. Sin darse cuenta de que Mesatown está a poca distancia de ellos, Terry toma un vagón vacío para conseguir suministros y caballos, y uno de los forajidos lo acompaña y lo mata en el tren. Johnny encuentra el cuerpo de Terry y su diario y viaja a la ciudad, donde él y Panhandle capturan a toda la pandilla tras un tiroteo. Miller rectifica de su error y finalmente accede a liberalizar su tierra a los colonos.

## Reparto
- Johnny Mack Brown - Johnny Mack Brown
- Gail Davis - Jennifer Draper
- Myron Healey - Brodie
- Dennis Moore as Dorsey - Henchman
- Stanley Andrews - Simon Miller
- Milburn Morante - Panhandle Jones
- Mary Gordon - Nora Jones
- Carl Mathews - Ray Barton - Secuaz
- Paul Cramer - Terry Draper
- John Merton - Sheriff
- Mike Ragan - Chuck Maloo - Henchman
- Steve Clark - Dalton